# Space (zespół muzyczny)
Space – francuska instrumentalna grupa muzyczna grająca muzykę synth pop i space disco. Została założona w 1977 roku przez Didiera Marouaniego. Pod koniec lat 70. XX wieku wydawnictwo muzyczne "Miełodija" w Moskwie wydało płytę gramofonową z nagraniem Space i pod wpływem tej muzyki powstał radziecki (właśc.łotewski) zespół muzyczny Zodiak.

## Dyskografia
- 1977 – Magic Fly
- 1977 – Deliverance
- 1978 – Just Blue